# Koncerter og arrangementer i 2013
Dette er en liste over koncerter og arrangementer i 2013.

## Koncerter og arrangementer i Danmark

### Januar
- 25. januar: Asking Alexandria i Amager Bio, København.
- 26. januar: Dansk Melodi Grand Prix 2013 i Jyske Bank Boxen, Herning.

### Februar
- 9. februar: Elaine Paige i MCH Herning Kongrescenter.
- 10. februar: Elaine Paige i Aalborg Kongres og Kultur Center.
- 13. februar: Beth Hart i Amager Bio, København.

### Marts
- 2. marts: Klezmofobia i Global CPH i København.
- 6. marts: Bryan Adams i DR Koncerthuset, DR Byen, København.
- 7. marts: Graveyard i Amager Bio, København.
- 9. marts: Bryan Adams i Kulturcenter Limfjord, Skive.
- 12. marts: Emeli Sandé i Vega, København.
- 26. marts: Il Divo feat. Katherine Jenkins i Forum Horsens.

### April
- 5. april: Uropførelse af John Frandsens Requiem i DR Koncerthuset, København.
- 12. april: Lana Del Rey i Falconer Salen, København.
- 20. april: Justin Bieber i Parken, København.

### Maj
- 2. maj: André Rieu i Jyske Bank Boxen, Herning.
- 3. maj: André Rieu i Gigantium, Aalborg.
- 4. maj: André Rieu i Stadium Arena Fyn, Odense.
- 5. maj: One Direction i Jyske Bank Boxen, Herning.
- 10. maj: One Direction i Forum København.
- 11. maj: Max Raabe & Palast Orchester i Glassalen, København.
- 14. maj: James Last i Aalborg Kongres og Kultur Center.
- 14. maj: Bruce Springsteen i Parken, København.
- 16. maj: Bruce Springsteen i Jyske Bank Boxen, Herning.
- 16. maj: James Last i Stadium Arena Fyn, Odense.
- 19. maj: Eros Ramazzotti i Gigantium, Aalborg.
- 25. maj: Bryan Adams i Augustenborg Slotspark, Augustenborg.
- 27. maj: Beyoncé i Forum København.
- 28. maj: Josh Groban i Falconer Salen, København.
- 30. maj: P!nk i Jyske Bank Boxen, Herning.
- 31. maj: Eros Ramazzotti i Forum København.
- 31. maj: Runrig i Mølleparken, Sønderborg.

### Juni
- 1. juni: Runrig ved Valdemars Slot, Svendborg.
- 6. juni: Bon Jovi i Parken, København.
- 8. juni: Runrig i Fængslet, Horsens.
- 11. juni: Kiss i Forum København.
- 13. juni: Depeche Mode i Parken, København.
- 16. juni: Mark Knopfler i Forum København.
- 29. juni-7. juli: Roskilde Festival.

### Juli
- 2. juli: Green Day i Refshaleøen, Amager.
- 3. juli-6. juli: Nibe Festival.
- 4. juli-7. juli: Skagen Festival.
- 11. juli: Rufus Wainwright i Tivolis Koncertsal, København.
- 15. juli: Patti Smith i Falconer Salen, København.
- 16. juli: John Legend i Vega, København.
- 22. juli-23. juli: Robbie Williams i Parken, København.

### August
- 1. august-3. august: Egholm Festival.
- 7. august-11. august: Skanderborg Festival.
- 8. august: Deep Purple i Aalborg.

### Oktober
- 18. oktober: Fleetwood Mac i Jyske Bank Boxen, Herning.

### November
- 13. november: Nickelback i Forum København.

## Koncerter og arrangementer i Norge

### Februar
- 7. februar: Wyclef Jean i Sentrum Scene, Oslo.
- 8. februar: Wyclef Jean i KICK Scene, Kristiansand.
- 22. februar: Beth Hart i Rockefeller, Oslo.

### Marts
- 1. marts: The Killers i Telenor Arena, Oslo.

### April
- 10. april: Lana Del Rey i Oslo Spektrum.
- 16. april-18. april: Justin Bieber i Telenor Arena, Oslo.
- 29. april-30. april: Bruce Springsteen i Telenor Arena, Oslo.

### Maj
- 7. maj: One Direction i Telenor Arena, Oslo.
- 21. maj: Bon Jovi i Valle Hovin, Oslo.
- 22. maj: Bon Jovi i Bergenhus Festning, Bergen.
- 25. maj: P!nk i Telenor Arena, Oslo.
- 27. maj: Josh Groban i Oslo Spektrum.
- 28. maj: Beyoncé i Telenor Arena, Oslo.

### Juni
- 13. juni: Mark Knopfler i DNB Arena, Stavanger.
- 17. juni: Burt Bacharach i Grieghallen, Bergen.
- 29. juni: Toto i Verket, Moss.
- 30. juni: Green Day i Ullevaal Stadion, Oslo.
- 30. juni: Toto på Torvet, Trondheim.

### Juli
- 25. juli: Rihanna i Telenor Arena, Oslo.
- 26. juli: Rihanna i Bergenhus Festning, Bergen.

### August
- 7. august: Neil Young & Carzy Horse i Oslo Spektrum.
- 10. august: Neil Young & Crazy Horse i Bergenhus Festning, Bergen.
- 14. august-15. august: Roger Waters i Telenor Arena, Oslo.
- 20. august: Leonard Cohen i Oslo Spektrum.
- 25. august: Robbie Williams i Viking Stadion, Stavanger.

### Oktober
- 20. oktober: Fleetwood Mac i Oslo Spektrum.
- 25. oktober: Lil Wayne i Oslo Spektrum.

### November
- 2. november: Bruno Mars i Oslo Spektrum.
- 14. november: Nickelback i Telenor Arena, Oslo.

### December
- 14. december: Elton John i Oslo Spektrum.

## Koncerter og arrangementer i Sverige

### Februar
- 28. februar: The Killers i Ericsson Globe, Stockholm.

### Marts
- 2. marts: The Killers i Malmø Arena.
- 27. marts: Il Divo og Katherine Jenkins i Malmø Arena.

### April
- 7. april: Sarah Dawn Finer i Malmø Koncerthus i Malmø.
- 22. april-24. april: Justin Bieber i Ericsson Globe, Stockholm.

### Maj
- 3. maj-4. maj: Bruce Springsteen i Friends Arena, Stockholm.
- 8. maj: One Direction i Friends Arena, Stockholm.
- 14. maj-18. maj: Eurovision Song Contest 2013 i Malmø Arena.
- 25. maj: Josh Groban i Ericsson Globe, Stockholm.
- 26. maj: P!nk i Ericsson Globe, Stockholm.

### Juni
- 1. juni: Kiss i Friends Arena, Stockholm.
- 15. juni: Mark Knopfler i Malmø Arena.
- 15. juni: Rod Stewart i Ericsson Globe, Stockholm.
- 28. juni: Toto i Stenungsund.

### Juli
- 3. juli: Toto i Örebro.
- 13. juli: Iron Maiden i Friends Arena, Stockholm.
- 20. juli: Robbie Williams i Ullevi, Göteborg.
- 22. juli: Rihanna i Ericsson Globe, Stockholm.

### August
- 2. august: Smokie, Sweet & Slade i Varberg.
- 3. august: Smokie, Sweet & Slade i Malmø.
- 17. august: Roger Waters i Ullevi, Göteborg.

### Oktober
- 23. oktober: Fleetwood Mac i Ericsson Globe, Stockholm.

### November
- 3. november: Bruno Mars i Ericsson Globe, Stockholm.

### December
- 13. december: Elton John i Friends Arena, Stockholm.

## Koncerter og arrangementer i Tyskland

### April
- 3. april: Lordi i Markthalle, Hamburg.
- 25. april: Meat Loaf i Festhalle, Frankfurt am Main.
- 28. april: Meat Loaf i o2 World, Berlin.
- 30. april: Meat Loaf i Olympiahalle, München.

### Maj
- 1. maj: Matthias Reim i Jahrhunderthalle, Frankfurt am Main.
- 3. maj: Meat Loaf i Hanns Martin Schleyer Halle, Stuttgart.
- 5. maj: Meat Loaf i o2 World, Hamburg.
- 8. maj: Meat Loaf i König Pilsener Arena, Oberhausen.

### Juni
- 3. juni: Neil Young & Crazy Horse i o2 World, Hamburg.
- 23. juni: Andrea Bocelli i Lanxess Arena, Köln.
- 26. juni-27. juni: Rihanna i Lanxess Arena, Köln.

### Juli
- 2. juli: Rihanna i o2 World, Berlin.
- 3. juli: Rihanna i TUI Arena, Hannover.
- 6. juli: Patti Smith i Stadtpark, Hamburg.
- 10. juli: Robbie Williams i Veltins-Arena, Gelsenkirchen.
- 27. juli: Robbie Williams i AWD-Arena, Hannover.

### August
- 7. august: Robbie Williams i Olympiastadion München.
- 11. august: Robbie Williams i Mercedes-Benz Arena, Stuttgart.

### Oktober
- 14. oktober: Fleetwood Mac i Hanns Martin Schleyer Halle, Stuttgart.
- 19. oktober: Lil Wayne i Mitsubishi Electric Halle, Düsseldorf.
- 28. oktober: Lil Wayne i Festhalle, Frankfurt am Main.
- 29. oktober: Lil Wayne i Sporthalle, Hamburg.
- 29. oktober: Deep Purple i Mitsubishi Electric Halle, Düsseldorf.
- 31. oktober: Deep Purple i Hanns Martin Schleyer Halle, Stuttgart.

### November
- 4. november: Nickelback i o2 World, Berlin.
- 5. november: Nickelback i SAP Arena, Mannheim.
- 9. november: Status Quo i AWD-Hall, Hannover.
- 11. november: Nickelback i König Pilsener Arena, Oberhausen.
- 12. november: Status Quo i o2 World, Hamburg.
- 13. november: Status Quo i Westfalenhalle, Dortmund.